# Conte d'été
Conte d'été is een Franse dramafilm uit 1996 onder regie van Éric Rohmer.

## Verhaal
Gaspard is met vakantie aan de Bretonse kust. Hij wacht er de komst af van zijn geliefde Léna. Als hij op een dag Margot tegen het lijf loopt, voeren ze samen lange gesprekken. Op een feestje leert hij Solène kennen. Als hij ingaat op haar avances, gaat Gaspard twijfelen wie de geschikte partner voor hem is.

## Rolverdeling
| Acteur          | Personage |
| --------------- | --------- |
| Melvil Poupaud  | Gaspard   |
| Amanda Langlet  | Margot    |
| Gwenaëlle Simon | Solène    |
| Aurélia Nolin   | Léna      |